# Комиссар Совета Европы по правам человека
Комиссар по правам человека — независимое должностное лицо в рамках Совета Европы, задача которого — способствовать образованию в области прав человека, вниманию к правам человека и их соблюдению в странах СЕ.
Избирается Парламентской Ассамблеей из трёх предложенных Комитетом министров кандидатур сроком на 6 лет; повторное избрание не допускается. Комиссар не рассматривает индивидуальные жалобы на нарушения прав человека.

## Список Комиссаров
- Альваро Хиль-Роблес (Испания) (15 октября 1999 — 31 марта 2006)
- Томас Хаммарберг (Швеция) (1 апреля 2006 — 31 марта 2012)
- Нилс Муйжниекс (Латвия) (с 1 апреля 2012 — 31 марта 2018)
- Дуня Миятович (Босния и Герцеговина) (с 1 апреля 2018 — 31 марта 2024)
- Майкл О'Флаэрти (Ирландия) (с 1 апреля 2024)